# Mollington, Oxfordshire
Mollington är en ort och civil parish i Storbritannien.   Den ligger i grevskapet Oxfordshire och riksdelen England, i den södra delen av landet, 110 km nordväst om huvudstaden London. Mollington ligger 142 meter över havet och antalet invånare är 469.
Terrängen runt Mollington är platt. Runt Mollington är det ganska tätbefolkat, med 230 invånare per kvadratkilometer. Närmaste större samhälle är Banbury, 6,8 km söder om Mollington. Trakten runt Mollington består till största delen av jordbruksmark.